# TerryToons
Terrytoons a fost un studio de animație american cu sediul în New Rochelle, New York care a produs desene animate pentru lansare teatrală din 1929 până în 1973 (și revenit pentru scurt timp în 1987 și 1996 pentru televiziune doar cu numele). A fost fondat de Paul Terry, Frank Moser și Joseph Coffman, și a operat în afara "K" Building în centrul orașului New Rochelle. Studioul a creat o mulțime de personaje de desene animate inclusiv Fanny Zilch, Mighty Mouse, Heckle and Jeckle, Gandy Goose, Sourpuss, Dinky Duck, Little Roquefort, Terry Bears, Dimwit, și Luno; personajul preexistent Farmer Al Falfa al lui Terry a fost de asemenea prezentat deseori în serie.
Perioada "New Terrytoons" de la sfârșitul anilor 1950 până la mijlocul anilor 1960 au produs personaje precum Clint Clobber, Tom Terrific, Deputy Dawg, Hector Heathcote, Hashimoto-san, Sidney Elefantul, Possible Possum, James Hound, Astronut, Sad Cat, The Mighty Heroes, și Sally Sargent. De asemenea în acest timp, Ralph Bakshi a început ca un animator, și eventual ca un regizor, la Terrytoons.
Scurtmetrajele Terrytoons au fosy lansate inițial la cinematografe de 20th Century Fox din 1935 până în 1973. După ce Paul Terry s-a retras, Terrytoons a fost vândut la CBS, care mai târziu a cumpărat întreaga sa librărie. Paramount Pictures a preluat eventual deținerea de drepturi teatrale ale librăriei Terrytoons în 1994 (care au fost deja cumpărate de Viacom), și a cumpărat CBS în 2000. Din 2019, Paramount Pictures deține drepturile asupra studioului și librăriei sale urmând refuziunii între Viacom și CBS.